# 罗尼 (埃纳省)
罗尼（法語：Rogny，法語發音：[ʁɔɲi]）是法国上法蘭西大區埃纳省的一个市镇，属于韦尔万区。

## 地理
罗尼（49°46'7"N, 3°48'36"E）面积5.61 平方千米，位于法国上法蘭西大區埃纳省，该省份为法国北部内陆省份，北起北部省，西接索姆省和瓦兹省，东临阿登省和马恩省，西南至塞纳-马恩省，东北部与比利时接壤。
与罗尼接壤的市镇（或旧市镇、城区）包括：西利、乌里、吕尼、蒙蒂尼苏马尔勒、普里斯、蒂耶尔尼。

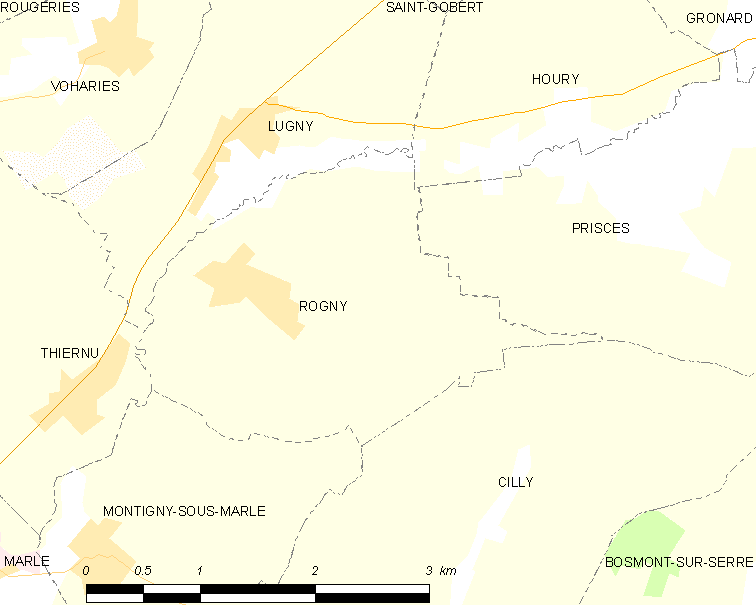
的OSM定位图

罗尼的时区为UTC+01:00、UTC+02:00（夏令时）。

## 行政
罗尼的邮政编码为02140，INSEE市镇编码为02652。

## 政治
罗尼所属的省级选区为马尔勒县。

## 人口

1962-2008年间人口变化图示

罗尼于2022年1月1日时的人口数量为100人。